# A come agricoltura
A come agricoltura è stato un programma televisivo italiano andato in onda su Programma Nazionale dal 1970 al 1981 (dal 1976 al 1981 sulla Rete 1) la domenica pomeriggio alle 14.10. Il rotocalco, dedicato al mondo dell'agricoltura, era realizzato da Gigliola Rosmino e curato da Roberto Bencivenga e Gianpaolo Taddeini.

## La trasmissione
La trasmissione sostituì in palinsesto la TV degli agricoltori, altra trasmissione dedicata al mondo agricolo, ed era realizzata in forma di rotocalco televisivo, con un servizio di apertura corrispondente a un "fondo" giornalistico e a seguire una serie di dibattiti e servizi relativi alle nuove tecniche o al mondo del commercio agricolo.
Destinatari principali della trasmissione erano i commercianti e operatori agricoli, ma anche i coltivatori diretti, che insieme agli esperti del settore davano luogo a delle vere e proprie "tribune agricole".
Da una costola della trasmissione nacque nel 1981, Linea verde, trasmissione omologa che tratta le medesime tematiche.